# Žilný roj

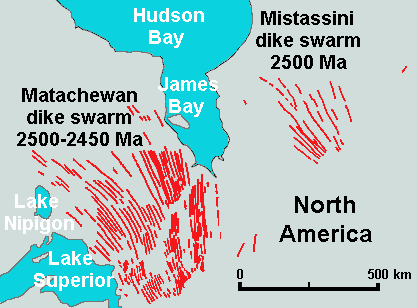
Ilustrace žilného roje

Žilný roj je geologický pojem a představuje celistvý systém paralelně, lineárně či radiálně orientovaných pravých žil, vytlačených do pevninské kůry a uvízlých pod zemským povrchem. Skládá se z několika až stovek pravých žil, které byly vytlačeny do pevninské kůry ve stejném časovém období v rámci jedné intruze, jsou magmatického původu a mají stratigrafické uspořádání. Takovéto žilné roje mohou tvořit rozsáhlé magmatické provincie, které jsou součástmi provincií vulkanických.
Výskyt mafických žilných rojů v archeánských a paleoproterozoických teránách je často spojován s přítomností plášťových chocholů, které jsou obvykle doprovázeny abnormálně vysokými teplotami v zemském plášti.
Žilné roje mohou mít rozlohu až 400 km na šířku a délku. Nejrozsáhlejší žilný roj na Zemi je Mackenzieho žilný roj v kanadské provincii Severozápadních teritorií, který je více než 500 km široký a 3 000 km dlouhý.
Podobně rozsáhlých žilných rojů na Zemi je málo, přibližně kolem dvaceti pěti. Jejich geometrické tvary však nejsou s určitostí známy, protože jsou měněny nebo kompletně ničeny deskovou tektonikou.

## Významné žilné roje
- Mackenzie dike swarm (severozápadní Kanada)
- Independence Dike Swarm (východní Kalifornie, Spojené státy)
- Kangamiut dike swarm (západní Grónsko)
- Orano Dike Swarm (Elba, Itálie)
- Warm Springs Mountain Dike Swarm
- Madalena Radial Dike Swarm (jihovýchodní Wyoming)
- Kennedy dike swarm (jihovýchodní Wyoming, USA)
- Egersund dike swarm (jihozápadní Norsko)
- Shirotori-Hiketa Dike Swarm (severovýchodní Shikoku, Japonsko)
- Matachewan dike swarm (východní Ontario, Kanada)
- Mistassini dike swarm (západní Québec, Kanada)
- Marathon dike swarm (severozápadní Ontario, Kanada)
- Severočínský žilný roj (Severočínský kraton, Čína)
- Kildonnen Dyke Swarm (ostrov Arran, Skotsko)
- San Rafael Swell dike swarm (Utah, Spojené státy)